# Machimus nicobarensis
Machimus nicobarensis är en tvåvingeart som först beskrevs av Ignaz Rudolph Schiner 1868.  Machimus nicobarensis ingår i släktet Machimus och familjen rovflugor. Inga underarter finns listade i Catalogue of Life.